# Randy Graff
Randy Graff (Brooklyn, 23 maggio 1955) è un'attrice e cantante statunitense, nota soprattutto come interprete di musical a Broadway.

## Biografia
Debutta a Broadway nel 1972 nel musical Grease, in cui era la sostituta per cinque ruoli, tra i quali quelli principali di Rizzo e Sandy. A Grease segue Saravà nel 1979 e Les Misérables nel 1987: interpretando Fantine, Randy ha la possibilità di cantare la canzone più nota del musical, I Dreamed a Dream; al termine del suo contratto, nel 1988, è sostituita da Maureen Moore. Due anni dopo torna a Broadway con il musical City of Angels, per cui vince il Drama Desk Award ed il Tony Award alla miglior attrice protagonista in un musical. In seguito recita in numerosi altri musical, tra cui A Little Night Music (Kennedy Center, 2002), A Class Act (2001), Il violinista sul tetto (2004), Hello, Dolly! (St. Louis, 2007) e Damn Yankees (2008).
Randy ha recitato in diverse serie televisive, tra cui Un professore alle elementari e Law & Order. È cugina dell'attore Todd Graff.

## Filmografia parziale

### Cinema
- Keys to Tulsa, regia di Leslie Greif (1997)
- Rent, regia di Chris Columbus (2005)
- Guida per la felicità (Learning to Drive), regia di Isabel Coixet (2014)

### Televisione
- Ai confini della notte (The Edge of Night) - serie TV, episodi 6898 e 6899 (1982)
- Working It Out - serie TV, episodio 1x1 (1990)
- Un professore alle elementari (Drexell's Class) - serie TV, 7 episodi (1991)
- Innamorati pazzi (Mad About You) - serie TV, episodio 2x3 (1993)
- Ed - serie TV, episodio 2x1 (2001)
- Law & Order - I due volti della giustizia (Law & Order) - serie TV, 3 episodi (1991-2005)
- Cashmere Mafia - serie TV, episodio 1x6 (2008)

## Riconoscimenti
- Drama Desk Award
  - 1990 – Miglior attrice non protagonista in un musical per City of Angels
  - 2001 – Candidatura per la miglior attrice protagonista in un musical per A Class Act
  - 2017 – Candidatura per la miglior attrice protagonista in un'opera teatrale per The Babylon Line
- Grammy Award
  - 2023 – Candidatura per il miglior album di un musical teatrale per Mr Satuday Night
- Outer Critics Circle Award
  - 1990 – Candidatura per la miglior attrice non protagonista in un musical per City of Angels
  - 2001 – Candidatura per la miglior attrice protagonista in un musical per A Class Act
  - 2004 – Candidatura per la miglior attrice protagonista in un musical per Fiddler on the Roof
- Tony Award
  - 1990 – Miglior attrice non protagonista in un musical per City of Angels
  - 2001 – Candidatura per la miglior attrice protagonista in un musical per A Class Act

## Doppiatrici italiane
- Anna Cesareni in Un professore all'elementari